# Mortal Shell
Mortal Shell es un videojuego soulslike desarrollado por Cold Symmetry y publicado por Playstack. El juego se lanzó el 18 de agosto de 2020 para PlayStation 4, Xbox One y Microsoft Windows. Una versión remasterizada titulada Mortal Shell: Enhanced Edition fue publicada el 4 de marzo de 2021 para PlayStation 5 y Xbox Series X/S, y el 18 de noviembre de 2021 para Amazon Luna. Un port para Nintendo Switch, que incluye todos los contenidos descargables, subtitulado "Complete Edition", se lanzó el 19 de diciembre de 2022.
El videojuego recibió críticas positivas a mixtas por parte de la prensa especializada y ha vendido un millón de unidades hasta septiembre de 2023. Actualmente, se encuentra en desarrollo una secuela, Mortal Shell II, cuyo lanzamiento está previsto para 2026.

## Jugabilidad
La jugabilidad de Mortal Shell se centra en el combate cuerpo a cuerpo en tercera persona, en el que los jugadores controlan a uno de varios personajes conocidos como «caparazones» (shell en inglés), cada uno con un estilo de juego distinto.

## Desarrollo
El juego fue desarrollado por el estudio independiente estadounidense Cold Symmetry. Fue publicado por Playstack el 18 de agosto de 2020 para Microsoft Windows, PlayStation 4 y Xbox One. La actualización Rotting Autumn, lanzada en octubre de 2020, añadió nuevos tonos para los cascarones, una nueva misión, un modo foto y una banda sonora alternativa a cargo de la banda griega de black metal Rotting Christ.
Los desarrolladores crearon Mortal Shell porque consideraban que existía un vacío en el mercado de videojuegos que evocaran experiencias emocionales más profundas. Se inspiraron en el juego Dark Souls, creando igualmente una ambientación oscura, personajes que brindan información críptica al jugador y un sistema de combate cuerpo a cuerpo desafiante, aunque con la intención de aportar su propio enfoque al concepto. Algunas de las diferencias con la fórmula de Dark Souls fueron impulsadas por decisiones creativas, como el uso limitado de objetos curativos consumibles para incentivar el uso de una mecánica de robo de vida, en contraste con los frascos de estus de Dark Souls. Sin embargo, otros cambios se debieron a las limitaciones propias de un estudio más pequeño: por ejemplo, no pudieron desarrollar la misma variedad de armaduras, armas y estilos de personaje, por lo que optaron por crear cuatro "conchas" (shells) con estilos de juego y trasfondos distintos.
Un prototipo temprano del juego, titulado Dungeonhaven, se centraba en la generación procedural; sin embargo, los desarrolladores se alejaron de esta idea al considerar que iba en contra de la filosofía de la serie Dark Souls. En su lugar, diseñaron las zonas del juego a mano, con el objetivo de que el jugador sintiera que estaba viviendo una aventura al atravesar espacios con sentido dentro del mundo del juego.
Una versión remasterizada del juego, titulada Mortal Shell: Enhanced Edition, fue lanzada el 4 de marzo de 2021 para PlayStation 5 y Xbox Series X/S, y estuvo disponible en Amazon Luna.

## Recepción
Mortal Shell recibió críticas generalmente positivas en todas las plataformas, según el agregador de reseñas Metacritic, salvo en PlayStation 5, donde las reseñas fueron mixtas. El juego fue nominado como Mejor Juego Debut en los The Game Awards 2020.
Los críticos lo compararon frecuentemente con la experiencia de jugar Dark Souls por primera vez.
GameSpot otorgó al juego un 8/10, afirmando: «El RPG de acción de bajo presupuesto de Cold Symmetry es una carta de amor al trabajo de FromSoftware, pero la propuesta de Mortal Shell parece estar orientada a quienes tienen dificultades con los juegos de la saga Soulsborne.».

### Ventas
Para marzo de 2021, Mortal Shell había vendido más de 500.000 copias en todo el mundo. Para septiembre de 2023, el juego había alcanzado el millón de copias vendidas.

## References
1. ↑  Thang, Jimmy (25 de septiembre de 2020). «Mortal Shell embodies how a small studio can punch above its weight class». Unreal Engine. Consultado el 3 de noviembre de 2021.
2. ↑  O'Donoghue, Niall (16 November 2020). «Finding the Soul of Soulslikes – the devs riffing on the genre». VG247. Archivado desde el original el 17 November 2020. Consultado el 25 November 2020.
3. 1 2  «Mortal Shell for PC Reviews». Metacritic. Red Ventures. Archivado desde el original el 11 de agosto de 2020. Consultado el 18 de noviembre de 2020.
4. 1 2  «Mortal Shell for PlayStation 4 Reviews». Metacritic. Red Ventures. Archivado desde el original el 23 de agosto de 2020. Consultado el 25 de febrero de 2021.
5. 1 2  «Mortal Shell for Xbox One Reviews». Metacritic. Red Ventures. Archivado desde el original el 30 de agosto de 2020. Consultado el 18 de noviembre de 2020.
6. ↑  «Mortal Shell: Enhanced Edition for PlayStation 5 Reviews». Metacritic. Red Ventures. Consultado el 12 de noviembre de 2021.
7. ↑  «Reseña de Mortal Shell». GameSpot. Consultado el 24 de marzo de 2021.
8. ↑  «Reseña de Mortal Shell». IGN. 19 de agosto de 2020. Consultado el 24 de marzo de 2021.
9. ↑  «Reseña de Mortal Shell». PC Gamer. 17 de agosto de 2020. Consultado el 24 de marzo de 2021.
10. ↑  «Mortal Shell: Enhanced Edition». Metacritic. Consultado el 6 de septiembre de 2023.
11. ↑  Sheehan, Gavin (18 de noviembre de 2020). «The Game Awards lanza la lista completa de nominados 2020». bleedingcool.com. Consultado el 6 de septiembre de 2023.
12. ↑  Saltzman, Mitchell (2 de julio de 2020). «Mortal Shell Hands-On Preview: Finding Its Own Souls-Like Voice». IGN. Archivado desde el original el 2 de julio de 2020. Consultado el 3 July 2020.
13. ↑  Hornshaw, Phil (2 de julio de 2020). «Mortal Shell Hands-On Preview: Hardened By Dark Souls». GameSpot. Archivado desde el original el 3 de julio de 2020. Consultado el 3 July 2020.
14. ↑  Boudreau, Ian (2 July 2020). «Mortal Shell reminds you how you felt on your first Dark Souls run». PCGamesN. Archivado desde el original el 22 August 2020. Consultado el 3 July 2020.
15. ↑  «Reseña de Mortal Shell». GameSpot. Consultado el 17 de agosto de 2021.
16. ↑  Nunneley, Stephany (4 de marzo de 2021). «El souls-like Mortal Shell ha vendido más de 500.000 unidades desde su lanzamiento el verano pasado». VG 247. Consultado el 5 de marzo de 2021.
17. ↑  Dring, Christopher (6 de septiembre de 2023). «Los secretos detrás del millón de copias vendidas de Mortal Shell». GamesIndustry.biz. Consultado el 6 de septiembre de 2023.